# Elle (nome)
Elle  è un nome proprio di persona inglese femminile.

## Varianti
- Femminili: Ellie[1], Elli[1], Elly[1], Ella[1]

## Origine e diffusione
Si tratta di un ipocoristico di nomi che iniziano per El, come Eleonora, Elena, Elisabetta e via dicendo; diminutivi analoghi sono Ellie, Elli, Elly ed Ella, presenti anche in diverse altre lingue. In alcuni casi, può anche essere tratto dal pronome francese elle ("lei").
Va notato che questo nome corrisponde anche a quello italiano di Elle, una figura della mitologia greca; il suo nome proviene dal greco antico Ἕλλη (Helle), il cui significato è incerto (potrebbe essere ricollegato a σέλας, selas, "luce", "splendore", "fiamma", da cui anche Elena, o forse a σελήνη selene, "luna", da cui il nome Selene).

## Onomastico
Il nome è adespota, cioè non è portato da alcuna santa, quindi l'onomastico ricade il 1º novembre, per Ognissanti, oppure lo stesso giorno del nome di cui costituisce un ipocoristico.

## Persone
- Elle Fanning, attrice statunitense

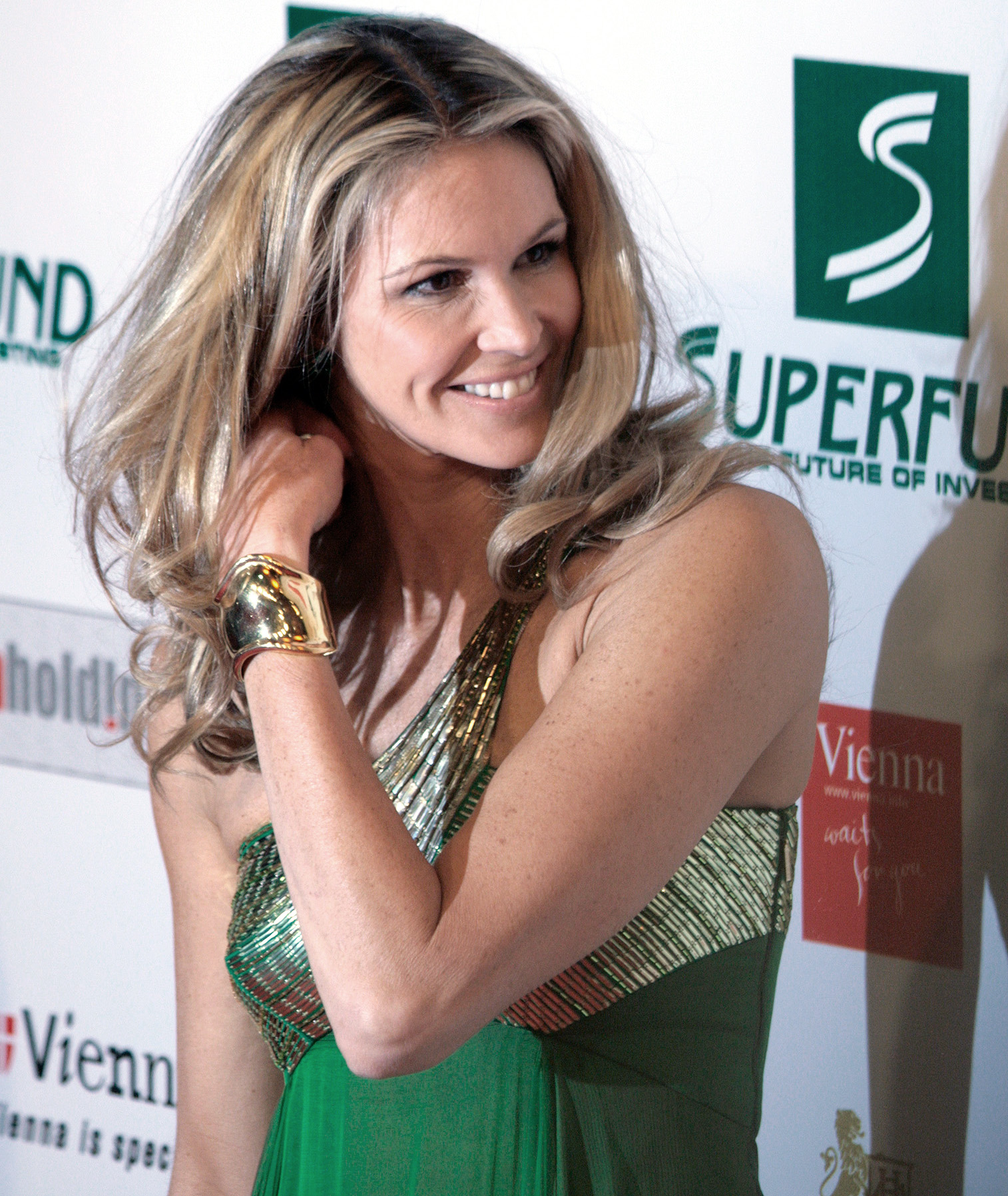
Elle Macpherson

- Elle Logan, canottiera statunitense
- Elle Macpherson, supermodella australiana

### Variante Elli
- Elli Overton, nuotatrice australiana
- Elli Parvo, attrice italiana

### Variante Ellie

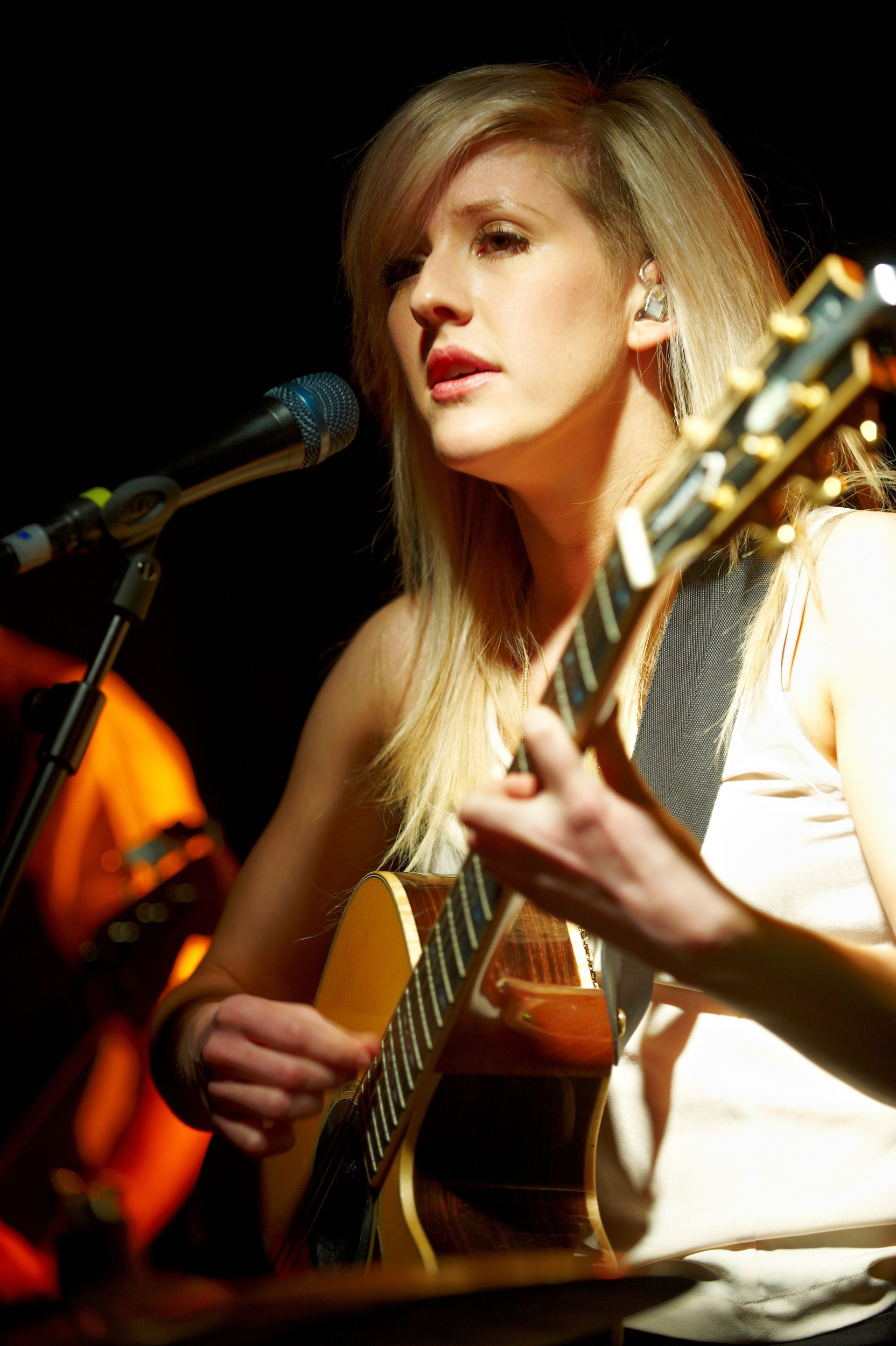
Ellie Goulding

- Ellie Goulding, cantautrice britannica
- Ellie Harvie, attrice e sceneggiatrice canadese
- Ellie Medeiros, cantante e attrice uruguaiana
- Ellie Soutter, snowboarder britannica

### Variante Elly
- Elly Akira, pornoattrice e AV idol giapponese
- Elly Ameling, soprano olandese
- Elly Jackson, cantante inglese
- Elly Konie Koot, modella olandese
- Elly Schlein, politica italiana

### Variante Ella

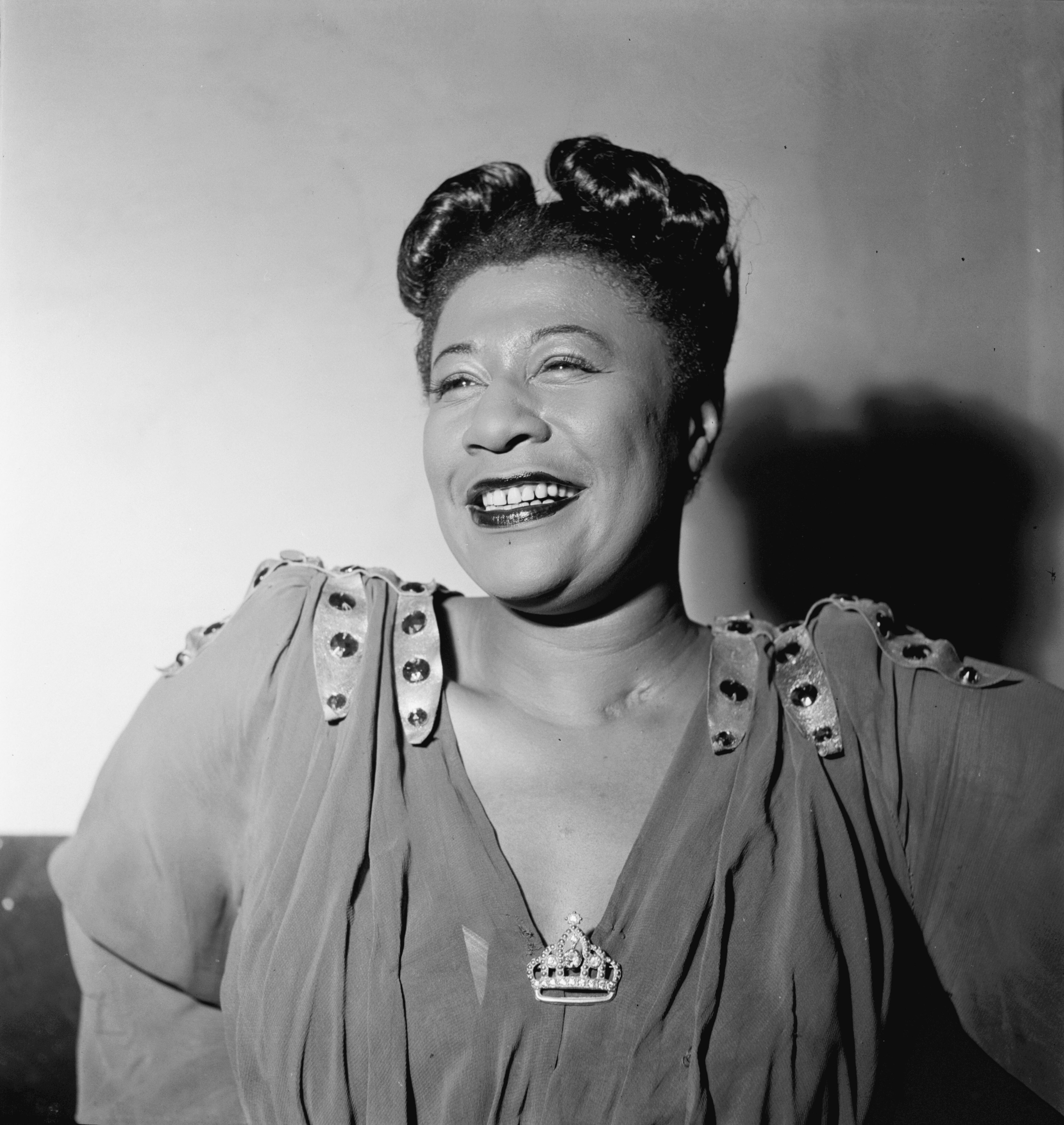
Ella Fitzgerald

- Ella Anderson, attrice, cantante e modella statunitense
- Ella Chen, cantante e attrice taiwanese
- Ella Dam-Larsen, schermitrice danese
- Ella Fitzgerald, cantante statunitense
- Ella-Maria Gollmer, attrice tedesca
- Ella Maillart, scrittrice, fotografa, velista e hockeista su prato svizzera
- Ella Rae Peck, attrice statunitense
- Ella Raines, attrice statunitense
- Ella Tambussi Grasso, politica statunitense

## Il nome nelle arti
- Ellie è la protagonista femminile nel videogioco The Last of Us.
- Ellie Bartowski è un personaggio della serie televisiva Chuck.
- Elle Bishop è un personaggio della serie televisiva Heroes.
- Elle Driver è un personaggio del film Kill Bill.
- Ellie Sattler è un personaggio della serie di romanzi e film Jurassic Park, creata da Michael Crichton.
- Ellie Torres è un personaggio della serie televisiva Cougar Town.
- Ella è un personaggio di A tutto reality.
- Ella, elle l'a è un brano inciso nel 1987 dalla cantante francese France Gall[6].
- Ella (anche detta Cenerentola) è la protagonista del film d'animazione Cenerentola e gli 007 nani.